# Batalla de las Malvinas
La batalla de las islas Malvinas fue un combate naval librado el 8 de diciembre de 1914, a comienzos de la Primera Guerra Mundial, entre una escuadra alemana victoriosa en la anterior batalla de Coronel -frente a las costas de Chile- y una escuadra británica fondeada en Port Stanley en las islas Falklands. El combate terminó con victoria británica, destrucción de la escuadra alemana y muerte de su mejor comandante: el conde Maximilian von Spee. El resultado decantó la campaña de ultramar del lado de los Aliados.

## Antecedentes

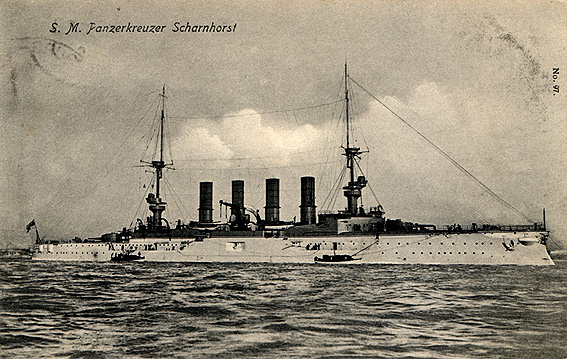
El SMS Scharnhorst, buque insignia de von Spee.

Al estallar la Primera Guerra Mundial, la escuadra alemana contaba con poco más que una docena de buques de guerra en ultramar. Entre ellos, la Escuadra de Cruceros de Asia Oriental al mando del vicealmirante Maximilian von Spee fue la que resultó más peligrosa para los Aliados. La escuadra tenía base en Qingdao, territorio bajo dominio alemán en China, y Spee decidió, después de reunir su flota en las islas Marianas y enviar al SMS Emden al océano Índico, operar en la costa americana del Pacífico donde además podía abastecerse de carbón.
La escuadra de Spee estaba compuesta por los cruceros acorazados SMS Scharnhorst y SMS Gneisenau y los cruceros ligeros SMS Leipzig, SMS Nürnberg y SMS Dresden. Con la moral de la tripulación muy alta tras la aplastante victoria sobre la escuadra británica en la batalla de Coronel, la flota alemana dobló el Cabo de Hornos. 
Desde inicios de ese año Von Spee tenía órdenes de la marina alemana, por lo que se encaminó a la isla francesa de Tahití, que fue bombardeada por los alemanes el 22 de septiembre. El escuadrón aprovechó la ocasión para pasar por las colonias del Kaiser en la zona, llegando a Samoa para reponer combustible y continuar su ruta bélica.
La intención de Spee era destruir Port Stanley, la capital de las Islas Falklands y principal base británica en el Atlántico Sur. El militar alemán pensaba a la capital desguarnecida, desembarcar marinería, destruir las instalaciones de radio, el abastecimiento de carbón de la armada británica, así como los buques que se pudieran encontrar allí fondeados.
Sin embargo, Spee había perdido demasiado tiempo reabasteciendo la flota en Valparaíso y Coronel, lo que dio tiempo suficiente a los británicos para reaccionar y enviar refuerzos al Atlántico Sur.
El 11 de noviembre de 1914, el almirante John Fischer ordenó al vicealmirante Frederick Doveton Sturdee que partiera a bordo del crucero de batalla HMS Invincible haciendo escuadra con el HMS Inflexible y el HMS Kent. Diez días después fondearon en Stanley, donde se les unieron el HMS Bristol, el Carnarvon y el HMS Cornwall, además del viejo HMS Canopus, todo ello mientras los alemanes permanecían en Valparaíso. El 25 de noviembre, Spee rodeó el Cabo de Hornos y se dirigió confiado a Puerto Stanley, ignorando la presencia de los poderosos acorazados británicos. Por su parte, los británicos también desconocían el paradero de los alemanes y pensaban zarpar hacia Chile el 9 de diciembre con el fin de encontrarlos.

## La batalla

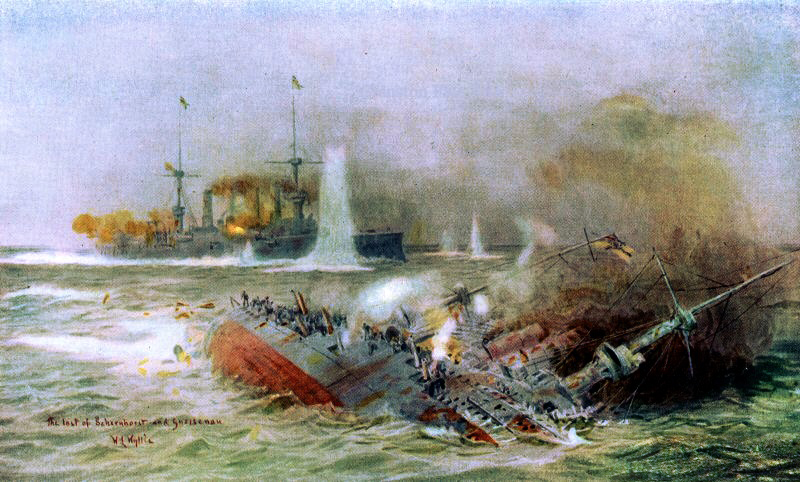
Pintura de William Lionel Wyllie recreando la batalla de las Malvinas en la Primera Guerra Mundial.

### Inicio

Situación de Puerto Argentino en las islas Malvinas.

La madrugada del 3 de diciembre de 1914, la escuadra alemana avanzó confiada hacia las islas Malvinas. El plan de Spee consistía en desembarcar una avanzadilla de infantería en la costa para apoderarse de la estación telegráfica de la isla y luego bombardear el puerto y hundir los navíos allí anclados. Las primeras acciones correspondieron al Nürnberg y al Gneisenau.
Al acercarse a Puerto Argentino los alemanes divisaron el faro de la entrada del puerto junto con una inesperada sorpresa: la presencia de más columnas de humo de las esperadas. Un nuevo vistazo al acercarse a la costa permitió a los alemanes apreciar que, efectivamente, había navíos de guerra dentro de la bahía, por lo que el Gneisenau suspendió en ese momento la operación de desembarco prevista y ordenó al Nürnberg con su comandante, capitán del mar Karl von Schönberg, atacar al buque situado más lejos del puerto. Los británicos, que ya habían descubierto la avanzada alemana, dispusieron el Kent para el combate, el único navío de cuantos disponían que en ese momento tenía las calderas encendidas y estaba en condiciones de entablar batalla. Pero cuando el Kent ya rebasaba la salida del puerto, los navíos alemanes, con los cañones listos para entrar en combate, recibieron la insólita orden de Spee que les ordenaba «rehusar el combate».
El Gneisenau y el Nürnberg dieron entonces la vuelta y se reunieron con el grueso de la escuadra alemana, perdiendo indudablemente una gran oportunidad de obtener el triunfo atacando a la flota al ancla, puesto que los acorazados estaban sin posibilidad de entablar combate, a excepción del Kent.
Tras divisar los mástiles del Inflexible y el Invincible, los alemanes se retiraron a toda máquina hacia el este. Los marinos británicos, ya recuperados de la sorpresa inicial, tardaron aún dos horas en ponerse en condiciones de marcha.

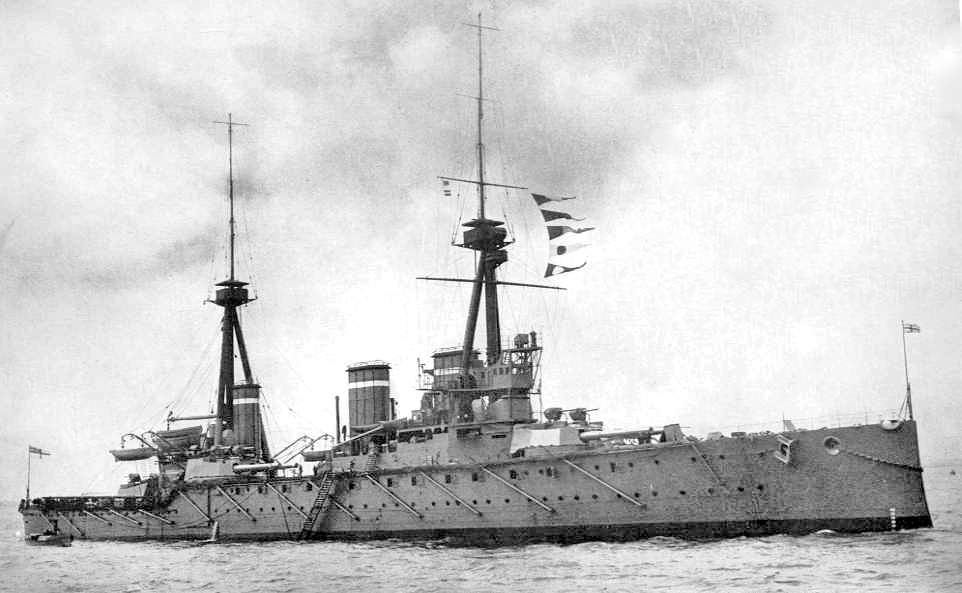
HMS Invincible

La batalla, o más bien persecución, tuvo entonces dos frentes: los navíos alemanes Scharnhorst y Gneisenau se enfrentaron al Invincible, Inflexible y al Carnarvon, mientras que el resto fueron perseguidos por el Kent y el Glasgow. La distancia inicial de 20 mi fue rápidamente acortada.
El Leipzig, de velocidad menor, fue pronto alcanzado y a 6000 yardas se abrió fuego sobre él. Esto hizo que el Dresden pasase a segundo plano y pudiese huir gracias a sus turbinas Parsons, que le otorgaban una mayor velocidad. Spee ordenó entonces a los cruceros ligeros separarse y huir, siendo el Dresden el que en ese momento se encontraba más alejado. Por su parte, Spee dispuso que los cruceros acorazados cambiaran el rumbo hacia el sur, siempre perseguidos por los acorazados británicos.

### Hundimiento de los cruceros acorazados alemanes

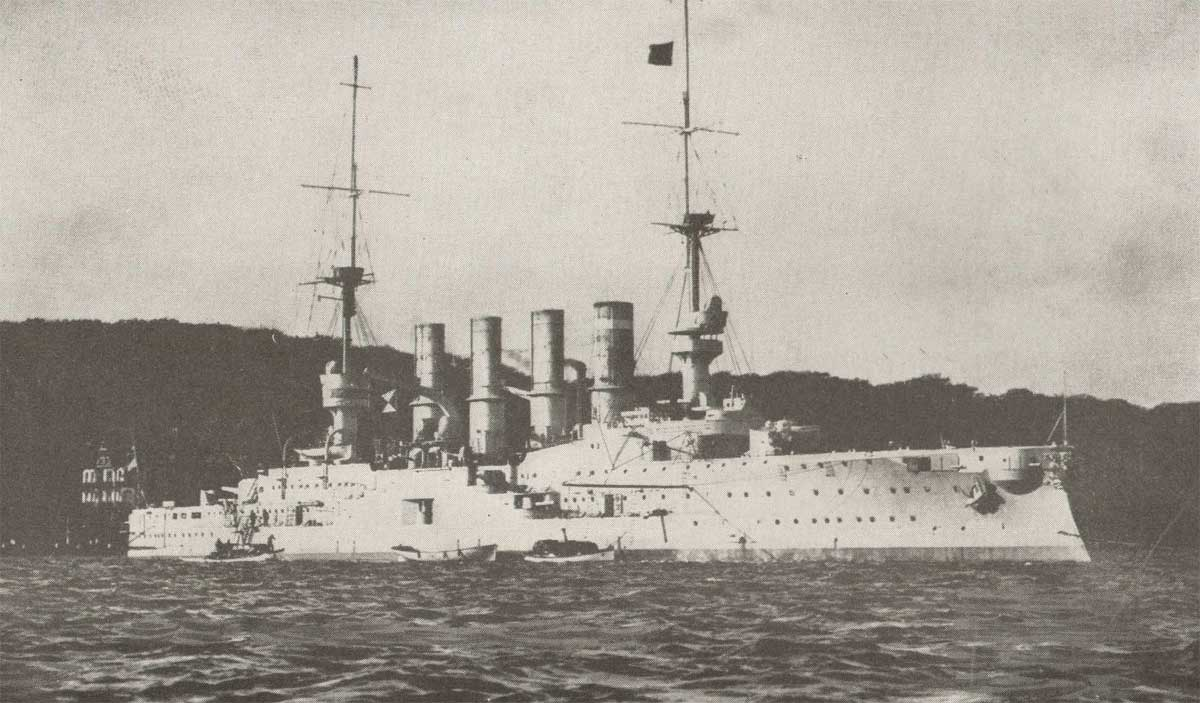
SMS Gneisenau.

Siete horas después, la persecución todavía continuaba. A 12 km de Port Stanley, el Scharnhorst recibió una salva del Invincible sobre un lateral, sin que eso le hiciese demasiado daño. Sin embargo, a las 15 horas, el Scharnhorst recibió nuevamente una nueva andanada que destruyó la cubierta y creó vías de agua, por lo que comenzó a hundirse lentamente. Una hora después, en un último esfuerzo, el Scharnhorst intentó acortar distancias, acercándose escorado y semihundido hacia el Invincible con la intención de responder al fuego, pero la proa se metió bajo el agua y el barco acabó hundiéndose de morro con las hélices todavía girando. El almirante Maximilian von Spee y los 795 hombres de la tripulación quedaron atrapados en el buque y se hundieron con él.
Mientras tanto, el Gneisenau, navegando más adelante y con el teniente Heinrich von Spee (hijo del almirante) a bordo, asistió impotente al fin del buque insignia alemán. El crucero alemán viró y se enfrentó al Carnarvon y al Inflexible, a los que luego se les unió el Invincible. El comandante del Gneisenau, Otto Maerker, ordenó disparar sobre el Inflexible con los proyectiles de 210 mm y sobre el Carnarvon con los de 150 mm. El Inflexible fue alcanzado tres veces sin mayores consecuencias. Éste respondió disparando al Gneisenau, destruyendo su maquinaria propulsora. Entonces el capitán alemán ordenó abrir las válvulas y dejar que el buque se hundiera.
A las 17 horas, una hora después del hundimiento del Scharnhorst, el Gneisenau zozobró y se fue a pique. Solo se pudieron rescatar 180 hombres de los 800 que componían la tripulación. Entre los desaparecidos se encontraba el teniente Heinrich von Spee.

### Masacre delLeipzig
Mientras tanto, los cruceros ligeros alemanes continuaron su huida, tal como les ordenara el almirante Von Spee. El Dresden, gracias a sus turbinas, consiguió una gran ventaja y logró alejarse. Sin embargo, el Glasgow y el Cornwall se abalanzaron sobre el Leipzig, más lento, y lo cañonearon ferozmente hasta incendiarlo. Aún en estas condiciones, el Leipzig logró disparar una vez al Glasgow y ocasionarle una baja en su tripulación, y acertó al Cornwall tres veces sin ocasionarle daños mayores.
El Leipzig siguió disparando hasta que se le acabaron las municiones, mientras su casco era perforado por los proyectiles y la tripulación sufría múltiples bajas.
El comandante Haun, a cargo del Leipzig, ordenó el abandono del buque y la apertura de las válvulas. Los marinos supervivientes se alinearon entonces en la destrozada cubierta, apenas 150 de los 380 hombres que componían la tripulación.
El Glasgow y el Cornwall se acercaron esperando ver la bandera de rendición del Leipzig, pero al no divisar nada más que el pabellón en alto reanudaron el fuego e hicieron una matanza entre los marinos alineados en el alcázar de proa, mientras el barco no terminaba de hundirse. Los británicos lanzaron sus botes al agua y rescataron a tan solo 18 tripulantes de los 800 que se encontraban a bordo. El Leipzig se hundió tras el rescate del último superviviente a unas 35 millas al SE del resto de la flota alemana a las  21:23.

### Hundimiento delNürnbergy final de la batalla

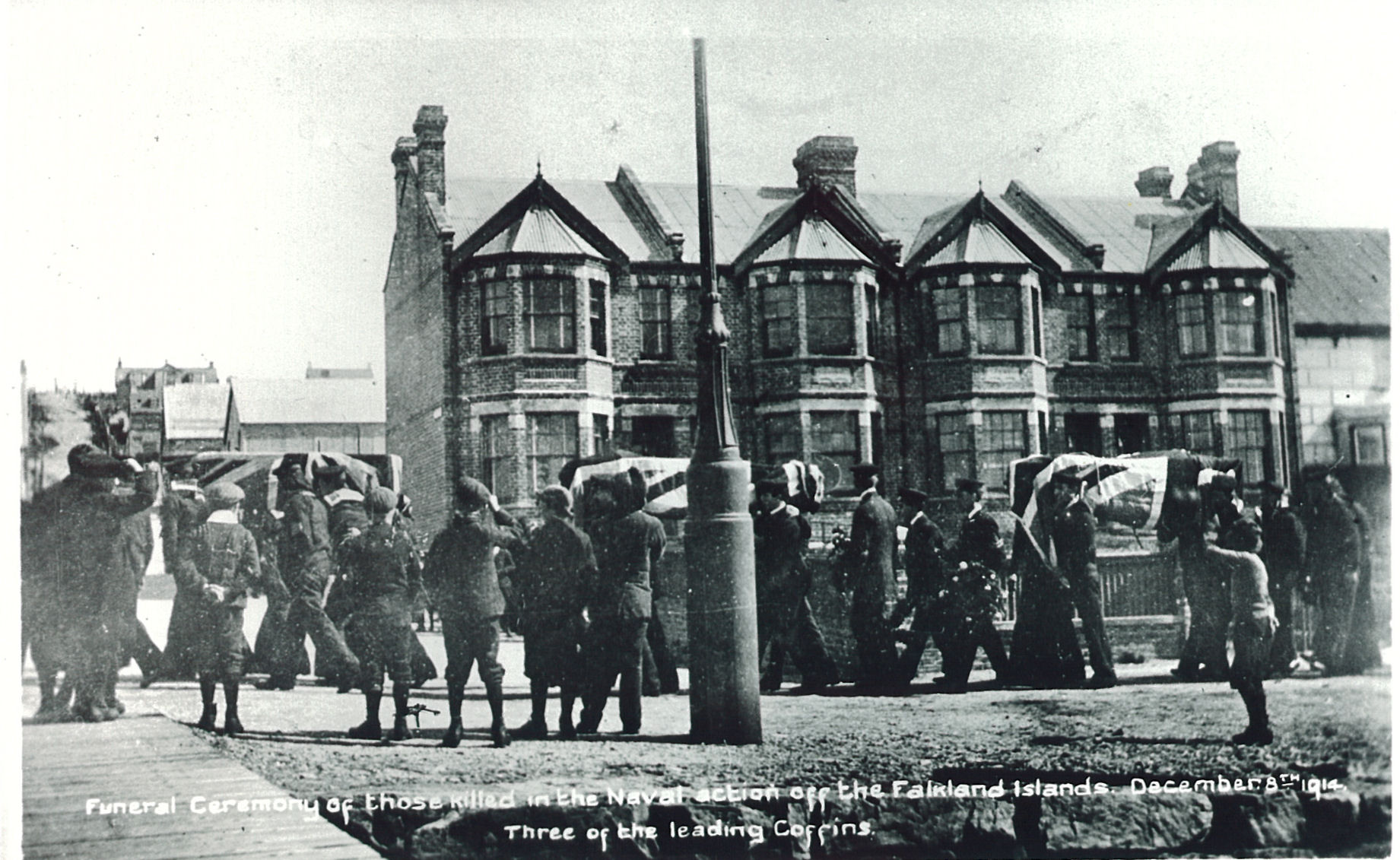
Funeral británico en Port Stanley en 1914.

Por su parte, el Kent persiguió al pequeño Nürnberg, que con gran esfuerzo logró alcanzar los 25 nudos, dos más que el Kent. Sin embargo, no lograron mantenerlos, las calderas sobreexigidas debieron parar y se redujo la velocidad. El capitán de navío, Schönberg, ordenó embestir al Kent. Este lo dejó acercarse, y cuando distaban 700 m, cañoneó a mansalva al Nürnberg, que terminó por detenerse, alzar la popa e irse a pique. De una dotación de 322 hombres, solo se salvaron 7. Otto von Spee, el otro hijo del almirante a bordo del Nürnberg, tampoco sobrevivió.
Tras esto, de la fuerza original alemana solo quedaba a flote el Dresden, que llevaba una considerable ventaja y velocidad y solo pudo contemplar desde lejos la agonía del Nürnberg. Consiguió finalmente escapar, pero fue hundido unos meses más tarde, cuando dos cruceros británicos lo localizaron en aguas chilenas en marzo de 1915.

### Las consecuencias de la Batalla
Esta batalla dejó varias consecuencias, ambos bandos tenían sus objetivos para esta repentina acción militar. Por un lado, la escuadra Alemana dirigida por el vicealmirante Maximilian Von Spee se propuso lograr destruir toda base enemiga en el Atlántico sur, para lograr la hegemonía naval alemana en esas aguas. Mientras que el almirante Frederick Doveton Sturdee planeaba una defensa de los patrimonios británicos. Las consecuencias de la batalla se pueden distinguir a partir de diferentes aspectos bélicos. Primeramente las  bajas humanas: una masacre total, los alemanes sufrieron 2.040 fallecidos, mientras que apenan revistieron importancia las bajas británicas, que solo oficializó 6 pérdidas y 19 heridos. Luego de la batalla, los británicos tomaron 215 prisioneros alemanes. Figueroa (2014). 
Por otro lado, las consecuencias estratégicas: por más que la escuadra alemana perdió esta batalla, esta no influyó decisivamente sobre el resultado de la guerra y el poderío militar que tenía el Imperio Alemán (tanto como las tropas terrestres, la naval y la fuerza aérea). Por otro lado, los británicos  todavía seguían siendo la potencia hegemónica en las aguas, ya que poseían el mejor despliegue en el mundo. Luego de la batalla, Alemania no pudo cumplir su objetivo de frenar el transporte de bienes y servicios de los aliados. Mientras que los británicos lograron defender su punto logístico y por lo tanto sus pertenencias y mercancías. 
Para finalizar, consecuencias tácticas: el vicealmirante Von Spee no pudo intervenir en acciones ofensivas, ya que le llegaron órdenes directas del Alto Mando Naval Alemán, lo que se puede destacar de estas órdenes es que ninguna fue con un propósito defensivo y solo se concentraba en lograr una eficiencia ofensiva sin importar las maniobras evasivas.
Una placa conmemorativa en el Ferienheim en Limache  recuerda a los Chileno-Alemanes caídos en la Batalla de Malvinas durante la Primera Guerra Mundial

## Películas
- The Battle of Coronel and Falkland Islands (Reino Unido, 1927. Director: Walter Summers